# سیلویا دامیکو
سیلویا دامیکو (ایتالیایی: Silvia D'Amico؛ ۴ مه ۱۹۸۶) بازیگر سینما و تلویزیون اهل ایتالیا است.
از فیلم‌ها یا سریال‌های تلویزیونی که وی در آن‌ها نقش داشته‌است، می‌توان به آخرین پروسکو، واحد ضد مافیا و مکان اشاره نمود.